# Pyhrn Autobahn
De Pyhrn Autobahn (A9) is een autosnelweg in Oostenrijk met een totale lengte van 230 kilometer. De snelweg vormt de meest oostelijke corridor van de Alpen en verbindt de steden Linz en Graz met elkaar. Daarnaast is de snelweg een belangrijke verbinding van Duitsland en Tsjechië naar de Balkanlanden. In totaal verloopt 45 kilometer van de A9 door 29 tunnels.
De snelweg begint bij knooppunt Voralpenkreuz waar de A8 vanuit Passau naadloos op de A9 aansluit en waar tevens de A1 vanuit Wenen naar Salzburg wordt gekruist. Daarna loopt de snelweg in zuidoostelijke richting naar Graz, via de Bosrucktunnel en de Gleinalmtunnel. De passage door Graz verloopt door de Plabutschtunnel, waarna de A2 wordt gekruist, welke de verbinding tussen Klagenfurt en Wenen vormt. Vervolgens loopt de A9 in zuidelijke richting tot aan de Sloveense grens bij Spielfeld. De E57 lift over de gehele lengte van de A9 mee en E59 vanaf knooppunt Graz-West.

## Tol
De Bosrucktunnel en de Gleinalmtunnel vormen de twee Sondermautstrecken van de Pyhrn Autobahn, waarvoor apart tol betaald dient te worden. Op deze trajecten is geen tolvignet vereist, maar wel voor de rest van de snelweg.
| Sondermautstrecke | Kosten  |
| ----------------- | ------- |
| Bosrucktunnel     | € 7,00  |
| Gleinalmtunnel    | € 11,50 |

De tol voor de Bosrucktunnel kan tamelijk eenvoudig worden vermeden door de vlakke Pyhrnpass (B138) te nemen van Spital am Pyhrn naar Liezen. Voor het vermijden van de Gleinalmtunnel is een grotere omweg vereist van 30 kilometer over Bruck an der Mur, waardoor dit voor het doorgaande verkeer een minder interessant alternatief vormt voor de toltunnel.

## Congestie
In tegenstelling tot de meeste andere Alpencorridors is de Pyhrn Autobahn een vrij rustige snelweg welke weinig last heeft van files. Ook tijdens de belangrijkste zomerweekenden zijn er geen vertragingen voor de tunnels te verwachten. Soms wil het wel licht verstoppen voor de grens met Slovenië bij Spielfeld.
Autobahnen: A1 · A2 · A3 · A4 · A5 · A6 · A7 · A8 · A9 · A10 · A11 · A12 · A13 · A14 · A21 · A22 · A23 · A24 · A25 · A26
Schnellstraßen: S1 · S2 · S3 · S4 · S5 · S6 · S7 · S8 · S10 · S16 · S18 · S31 · S33 · S34 · S35 · S36 · S37